# Nord-Ouest (departman)
Nord-Ouest /=Sjeverozapad/, departman na sjeverozapadu Haitija na poluotoku između zaljeva Gonâve i otoka Tortuge, 2,176 km²; 488,500 (2002.). glavni grad Port-de-Paix. Na njegovo tlo prvi je stigao Kristofor Kolumbo 1492. godine. Departman je podijeljen na 3 arrondissementa: Môle Saint-Nicolas, Port-de-Paix i Saint-Louis du Nord. 
Kava, riža, sisal i kokos glavvni su proizvodi departmana. Ima nešto zaliha bakra. Domaće stanovništvo, pretežno crnačko, bavi se sitnim poljodjelstvom i pčelarstvom, no u sadašnje vrijeme zbog loše gospodarske politike, nebrige i erozije, plodno poljoprivredno zemljište je postalo neplodno.